# Patto per l'Autonomia
Il Patto per l'Autonomia (PpA; in friulano Pat pe Autonomie, in tedesco Pakt für die Autonomie, in sloveno Pakt za Avtonomijo) è un partito autonomista attivo in Friuli-Venezia Giulia; il movimento si definisce europeista e ambientalista e si pone come obiettivo la difesa della specialità regionale e la tutela delle sue minoranze linguistiche e culturali, ossia quella friulana, tedesca e slovena.

## Storia
Il Patto per l'Autonomia è stato fondato come associazione nel 2015 ed è diventato movimento politico nel 2017. Il movimento è nato ad opera di numerosi amministratori locali, quali il sindaco di Mereto di Tomba Massimo Moretuzzo, attuale segretario, e di cittadini, nonché dalla fusione con altri gruppi autonomisti quali Patrie Furlane e Manovali per l'Autonomia.

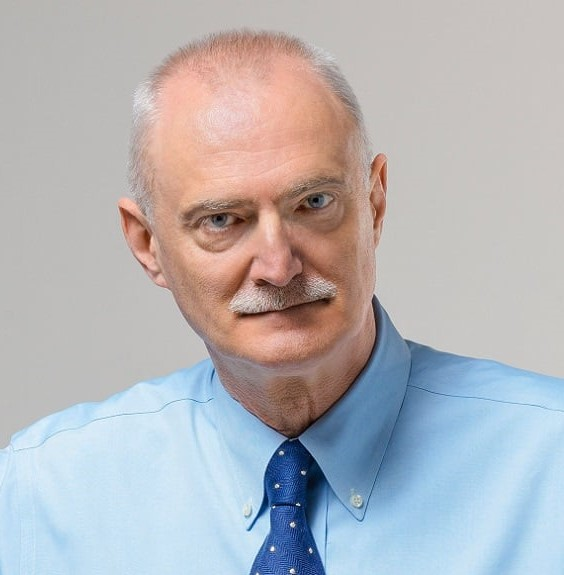
Sergio Cecotti, candidato Presidente alle elezioni regionali del 2018.

### Elezioni politiche e regionali del 2018
Nel 2018 partecipa alle elezioni politiche del 4 marzo raccogliendo 9.689 voti per la Camera dei deputati e 5.015 voti per il Senato della Repubblica, risultando quindi escluso dall'accesso in Parlamento.

Nello stesso anno partecipa alle elezioni regionali del 29 aprile candidando Sergio Cecotti alla presidenza della regione e ricevendo l'appoggio della Federazione dei Verdi FVG. Il partito raccoglie in questa occasione il 4,09% delle preferenze, eleggendo due consiglieri tra cui il segretario Massimo Moretuzzo. Il partito prende inoltre parte alle contestuali elezioni comunali, dove sostiene Andrea Valcic a candidato sindaco per la città di Udine, il quale raccoglie 1.299 voti.
Il 2 dicembre 2018 a Campoformido si tiene la prima Assemblea generale del Patto, che vede la rielezione di quasi tutta la segreteria uscente, incominciando dal presidente e dal segretario.
A partire da luglio 2018 il partito avvia un dialogo informale con alcuni altri movimenti territoriali con i quali condivide contenuti autonomisti e ambientalisti. Insieme a questi movimenti il Patto firma alcuni documenti pubblici, destinati al mondo delle forze già collegate in ALE-EFA. Sempre nella seconda metà del 2018, il partito inizia a dialogare con le forze storiche delle autonomie speciali riconosciute nella Repubblica Italiana, fra cui l'Union Valdôtaine, la Südtiroler Volkspartei, la Slovenska Skupnost in un'ottica di difesa e valorizzazione delle minoranze linguistiche e delle autonomie territoriali. Alla fine del 2019, il Patto friulano è tra i fondatori di Autonomie e Ambiente. Nel 2020 entra a far parte di Alleanza Libera Europea, e da maggio 2022 entra nel Consiglio direttivo del partito.
Nel 2021 sostiene la lista civica Adesso Trieste e la candidatura di Riccardo Laterza a sindaco nelle elezioni amministrative di Trieste. La Lista Adesso Trieste con l'8,9% elegge tre consiglieri comunali.

### Elezioni regionali del 2023
Nel 2023 il partito è protagonista con alcune liste civiche cittadine e con i partiti di centro e del centro-sinistra dell'elezione di Alberto Felice de Toni a sindaco di Udine, proclamato il 18 aprile 2023.

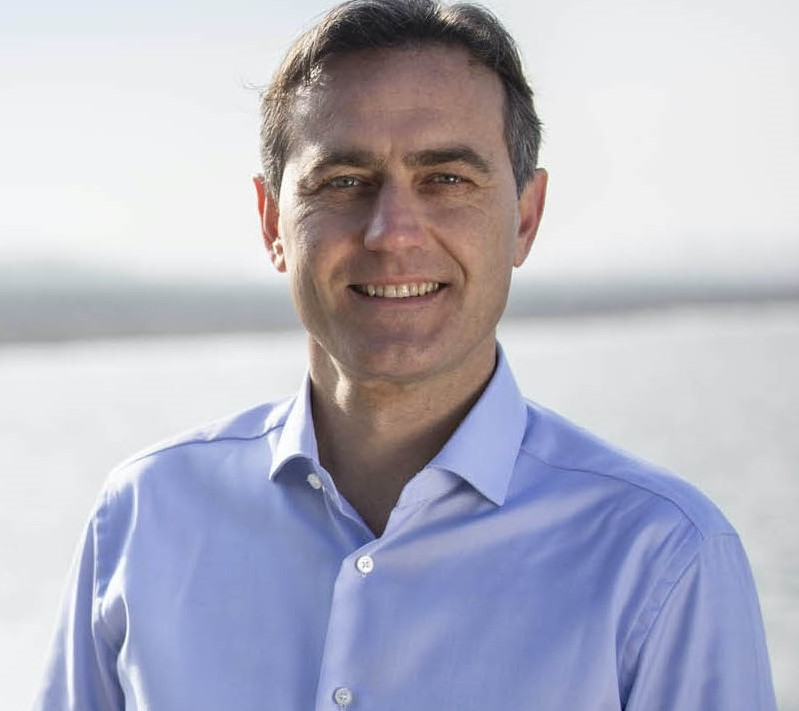
Il segretario Massimo Moretuzzo, candidato Presidente alle elezioni regionali del 2023.

In vista delle elezioni regionali in Friuli-Venezia Giulia del 2023, il segretario Massimo Moretuzzo viene indicato come candidato presidente da una coalizione di centro-sinistra composta da PpA, Partito Democratico, Movimento 5 Stelle, Slovenska Skupnost, Alleanza Verdi e Sinistra e Open Sinistra FVG.
Moretuzzo con il 28% viene sconfitto dall'uscente Massimiliano Fedriga con il 64%; la lista di Patto per l'Autonomia si piazza al secondo posto nella coalizione con il 6,29% dietro a quella del PD (16,49%) eleggendo quattro consiglieri oltre al candidato Presidente.

## Ideologia
Il punto principale del programma si pone l'obiettivo della piena attuazione del Titolo V della Costituzione per attivare tutte le potenzialità di autogoverno della regione. In quest'ottica, viene anche auspicata la revisione dello statuto di autonomia. Il partito sostiene l'applicazione del principio di sussidiarietà come fondamento dell'ordinamento istituzionale.

Viene inoltre ritenuto fondamentale il confronto delle istituzioni con il territorio, anche in un'ottica di tutela di tutte le minoranze linguistiche e di difesa dei beni pubblici, come ad esempio le risorse idroelettriche. Il Patto per l'Autonomia ha più volte auspicato una gestione diretta da parte della Regione di queste risorse.
Il partito sostiene i principi di autodeterminazione dei popoli e di autogoverno.
Nella campagna del 2023 il partito ha supportato l'Associazione Luca Coscioni nella richiesta di una legge regionale sul fine vita, e successivamente il gruppo ha presentato in consiglio regionale una mozione per l'eutanasia.
Il programma auspica inoltre il superamento dell'Unione europea quale luogo di confronto fra Stati e la nascita di una Repubblica europea che risponda ai bisogni dei cittadini.

## Struttura
A livello locale, a partire dal 2019, il Patto inizia a costituire in regione sezioni di partito, denominate "Comunità".

## Risultati elettorali

### Elezioni regionali in Friuli Venezia Giulia
| Elezione       | Elezione       | Voti   | %    | Seggi  |
| -------------- | -------------- | ------ | ---- | ------ |
| Regionali 2018 | Regionali 2018 | 23.696 | 4,40 | 2 / 49 |
| Regionali 2023 | Regionali 2023 | 24.838 | 6,29 | 5 / 48 |

### Elezioni politiche ed europee
| Elezione       | Elezione | Voti  | %    | Seggi  |
| -------------- | -------- | ----- | ---- | ------ |
| Politiche 2018 | Camera   | 7.079 | 1,03 | 0 / 13 |
| Politiche 2018 | Senato   | 5.015 | 0,78 | 0 / 7  |